# ルサンチマン
ルサンチマン（仏: ressentiment、 (フランス語発音: [rəsɑ̃timɑ̃]) ）は、弱者が敵わない強者に対して内面に抱く、「憤り・怨恨・憎悪・非難・嫉妬」といった感情。そこから、弱い自分は「善」であり、強者は「悪」だという「価値の転倒」のこと。

## 概要
「ル」をフランス語の定冠詞 le と誤解して「ル・サンチマン」と表記されることがあるが、誤りである（le sentimentでは単なる「感情」の意味になる）。
デンマークの思想家セーレン・キェルケゴールが想定した哲学上の概念である。フリードリヒ・ニーチェの『道徳の系譜』（1887年）でこの言葉が使用（再定義）され、マックス・シェーラーの『道徳の構造におけるルサンチマン』（1912年）で再度とり上げられて、一般的に使われるようになった。

## ニーチェ
フリードリヒ・ニーチェはキリスト教の起源をユダヤ人の支配者ローマ人に対するルサンチマンであるとし、キリスト教の本質はルサンチマンから生まれたゆがんだ価値評価にあるとした。「貧しき者こそ幸いなり」「現世では苦しめられている弱者こそ来世では天国に行き、現世での強者は地獄に落ちる」といった弱いことを肯定・欲望否定・現実の生を楽しまないことを「善い」とするキリスト教の原罪の価値観・考え方、禁欲主義、現世否定主義につながっていったキリスト教的道徳はルサンチマンの産物と主張した。
ニーチェによれば、ルサンチマンを持つ人とは「本来の『反動』、すなわち行動によって反応することが禁じられているので、単なる想像上の復讐によってその埋め合わせをつけるような徒輩」である。
自己とその自己が住むこの世界を肯定できない人間は、この世界にルサンチマンを抱き、この世界を否定し、別の世界に救いを求める。ルサンチマンを抱く人間の行為は、抑圧や虐げへの反動として受動的であり、抑圧してくる外の世界の否定が先にくる。ニーチェは、ルサンチマンを抱く人間を自発的に行為する力を無くしたという意で、「弱者」、「奴隷」と呼んだ。

## ジル・ドゥルーズ
ドゥルーズは『ニーチェと哲学』（1962年）においてルサンチマン概念を、哲学を肯定的かつ反弁証法的に再生させるという視角から論じている。ポストヘーゲル主義的な理論が退潮した時期にドゥルーズは、弁証法的止揚とか批判的活動といったものを中心に置かない哲学を考案した。この哲学は批判哲学も弁証法哲学も否定性とみなし、能動的行為 (actif) を反動的行為 (réactif) より高く評価する。

## ルネ・ジラール
ルネ・ジラールも1960年代中頃からルサンチマン概念を論じている。ジラールによればルサンチマンとは、乗り越えることのできない理想的モデルに対して誰もが抱く単なる嫉妬心にすぎない。自律的に感情を抱くことのできる「優れた」人間というものがいるというロマン主義的な考え方をジラールは批判し、どんな人間も模倣をせざるをえないと考えた。反動という言い方をニーチェが用いたような悪い意味で使うことができるとしても、ジラールに言わせれば、われわれはみな反動的なのであり、その点では、ニーチェ的な意味では一見して優れた人間であるとみえる人々でさえ例外ではない。
ロミオとジュリエットであれテレビのアイドルたちであれ、優れた人間でないばかりか、自分の感情を育むために他人の感情に頼りきっている。それが高じれば、自殺したり人工的な世界に逃げ込むことにもなりかねない。ジラールの考えでは、ニーチェ自身もルサンチマンの人である（例えばニーチェは当初ワーグナーを崇敬し、その後攻撃に転じた）。ニーチェが狂気に陥った理由の一端は、奴隷精神への軽蔑と彼自身のこのような心理状態との緊張から説明できる、というわけである。
またジラールは同様の仕方でもルサンチマンのイデオロギーについても論じている。共産主義、反ユダヤ主義（を含むレイシズム）、さらに一般に「反…」を名乗る主義がこうしたイデオロギーと言える。ただし、ニーチェのみならず近代思想全体によって「断罪」された聖書やキリスト教は、ジラールにとっては、感情の真実を伝える担い手であるとされる。

## マルク・アンジュノ
イデオロギー研究の文脈では、言説分析を専門とするカナダの歴史家のマルク・アンジュノ（en:Marc Angenot）が、20世紀の政治イデオロギーやアイデンティティ・ポリティクス、ナショナリズムを論じる際に、ルサンチマン概念を取り上げている。アンジュノもまたルサンチマンとは、不満の蓄積を特徴とする態度であると考えている。
ルサンチマンに基づく主意主義の増殖は今日ではとりわけポストモダニズムや独善的主張の横行、組織防衛的な考え方の拡大にみられ、様々な形態の差別や社会的対立を煽っている。アンジュノによれば、過去について反省したり将来について希望を抱き続けることは、たとえわれわれの目から見て安定性や魅力が（ヴァルター・ベンヤミンがアウラの消失と呼ぶような仕方で）消え失せている仕方であるように見えても、ルサンチマンがもつ反動的な影響から身を守るための最善の方法である。